# Mr. Mackey
Mr. Mackey is een personage uit de animatieserie South Park. Zijn voornaam is onbekend. Mr. Mackey is de schoolpsychiater van South Park Elementary. De stem van Mr. Mackey wordt vertolkt door Trey Parker.

## Biografie
Mr. Mackey is vooral te herkennen aan zijn enorme, ballonvormige hoofd. Hij heeft grijs haar, een bril en draagt een groene trui met stropdas en een donkerblauwe broek en schoenen. Zijn vaste uitspraak is "m'kay". Dit woord zegt hij na vrijwel elke zin. Hiermee wordt hij vaak belachelijk gemaakt door de kinderen die hem dan nadoen, wat Mr. Mackey nooit doorheeft.
De oorsprong van zijn enorme hoofd verschilt nogal. In Ike's Wee Wee lijkt het te komen omdat zijn stropdas te strak zit, in Proper Condom Use vertelt hij dat het door een misgeboorte kwam, maar in Child Abduction Is Not Funny blijken zijn ouders ook zo'n enorm hoofd te hebben.
Mr. Mackey heeft een hekel aan kinderen die hun ontlasting achterlaten in het urinoir, dit is te zien in de aflevering Mystery of the Urinal Deuce (aflevering #1009).
In Insheeption (aflevering #1410) blijkt dat Mr. Mackey als kind werd gepest werd en is aangerand door Woodsy Owl, een mascotte die tegen afval op straat weggooien is. Daarom zwoer Mackey niets meer weg te gooien. Daarna verdrong hij de herinnering hieraan en zo ontstond er zijn verzamelwoede.